# Brambůrky
Brambůrky, bramborové lupínky nebo chipsy, jsou drobné pochutiny vyráběné z plátků brambor nebo bramborového těsta, smažené a dochucené solí nebo dalšími jinými ingrediencemi.
Ačkoli jsou chipsy a brambůrky užívány jako synonyma, je mezi jejich výrobou technologický rozdíl ovlivňující i jejich senzorické vlastnosti - chipsy se po nakrájení nejprve blanšírují, zatímco brambůrky se hned po nakrájení smaží.

## Historie
Kdy byly první bramborové lupínky vynalezeny, není jisté. Na tlustší plátky nakrájené a smažené brambory byly běžnou součástí jídelníčku a kuchařek už na začátku 19. století (přezdívané také French fried potatoes). Ale první z literatury známý recept na smažené plátky nebo hoblinky brambor se objevil v roce 1817 v kuchařce The Cook’s Oracle anglického optika a amatérského kuchaře Williama Kitchinera. Během 19. století se zmínky o pokrmu tohoto typu objevují i v několika dalších amerických a anglických kuchařkách, včetně článku spisovatele Charlese Dickense.

### Legenda o vynálezu

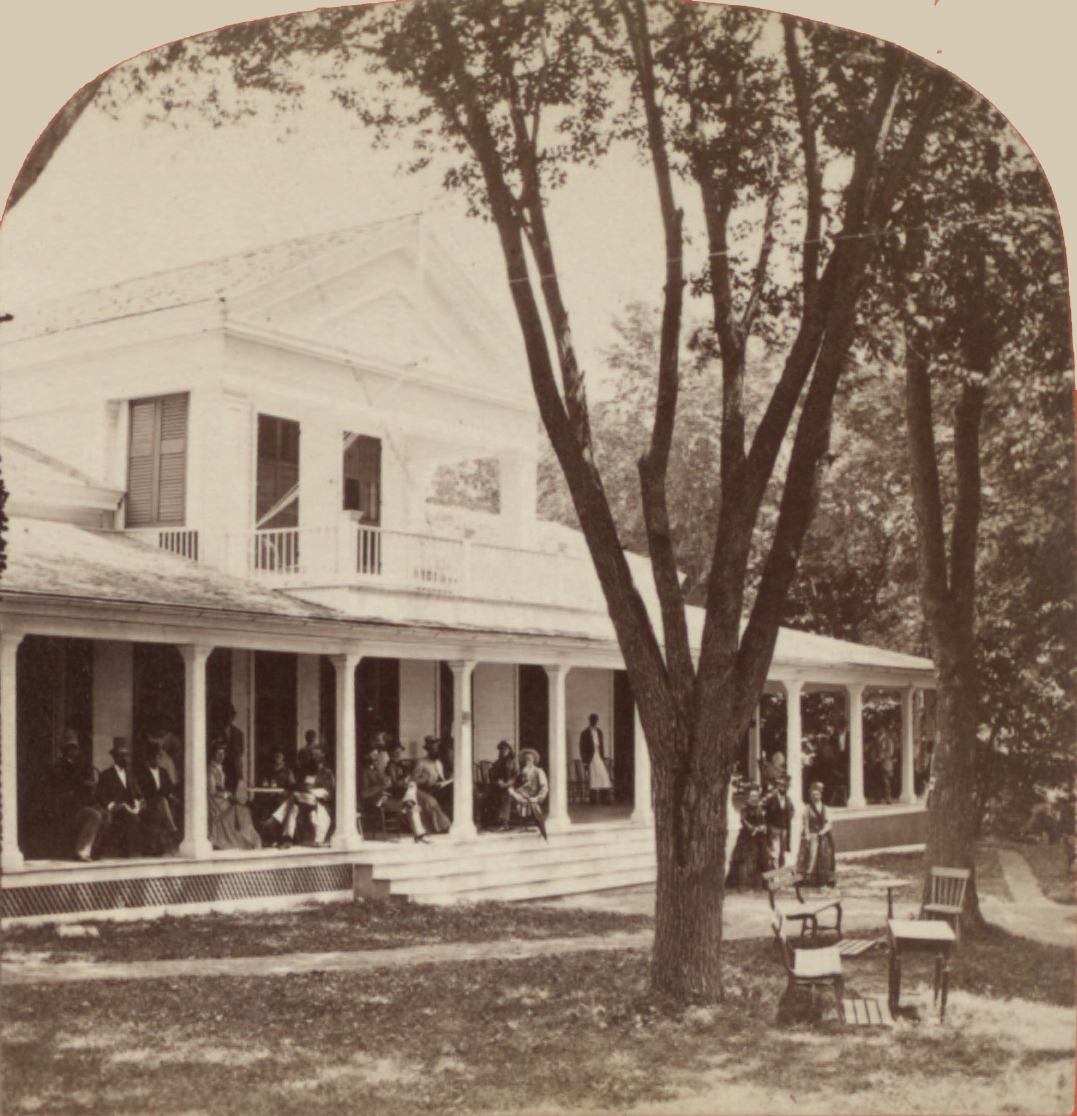
Moon's Lake House v Saratoga Springs ve státě New York v roce 1896.

Lidové legendy za vynálezce bramborových lupínků, jak je známe dnes, označují nejčastěji kuchaře smíšeného afroamerického a indiánského původu George Specka (přezdívaného také George Crum), který pracoval v restauraci Moon’s Lake House v lázeňském městě Saratoga Springs ve státě New York. Podle lidové historky se koncem srpna 1853 setkal s bohatým zákazníkem, který zkritizoval objednané smažené brambory jako moc tlusté. Za odplatu mu měl Speck nakrájet brambory na co nejtenčí plátky, přesolit a osmažit na sádle do křupava - zákazníkovi ale novinka napřek očekávání zachutnala. Další historka praví, že za vynálezem stála Speckova sestra Catherine Speck Wicks, která omylem upustila plátky brambor do horkého oleje, který měla připravený na smažení koblih. Její bratr je vylovil, ochutnal a rozhodl se přidat je jako položku do menu.
O blíže nejmenované kuchařce Elize, která smažila fantastické brambory v Saratoze, se ale zmiňuje už New York Herald z roku 1849. I údajný nespokojený zákazník, kterým měl být parolodní a železniční magnát Cornelius Vanderbilt, se objevuje v reklamních příbězích až 120 let po údajném roce vynálezu bramborových lupínků. Navíc v té době nebyl ani v USA, ale cestoval s rodinou po Evropě. Není tak jasné, zda jeho údajná účast v příběhu nebyla jen reklamním tahem, který měl pomoci propagaci produktu.
Byť Speck nejspíše nebyl vynálezcem pokrmu, sám se k této historce nevyjadřoval a nikdy si nenechal bramborové lupínky patentovat, zasloužil se ale jistě o jejich rozšíření a zpopularizování. Roku 1860 si založil vlastní podnik (známý jako Crum’s House nebo Crum’s Place) nedaleko svého původního zaměstnání v ulici Malta Ave poblíž jezera Saratoga a začal prodávat smažené lupínky pod názvem Saratoga Chips. Podnik vedl až do svého odchodu do důchodu v roce 1889, zemřel v roce 1914. Jeho bramborové lupínky se staly tak populární, že pro ně vznikl i speciální servírovací nástroj rozšířený mezi bohatšími zákazníky, kterým byla děrovaná lžícovitá naběračka zvaná jako Saratoga chip server.

### Rozšíření prodeje ve 20. století
Byť se bramborové lupínky proslavily již za Speckova života, udržovaly se jako specialita restaurací. Jejich prvním známým velkoprodejcem byl podnikatel William Tappenden z Ohia, který v roce 1895 přišel na způsob jejich prodeje v barelech a vozil je na koňském povoze přímo ze své továrny v předělané stodole na místní trhy. Revoluci v prodeji bramborových lupínků přinesla roku 1926 kalifornská obchodnice Laura Scudder, která začala s balením lupínků do povoskovaných papírových sáčků uzavřených nahřátou žehličkou.

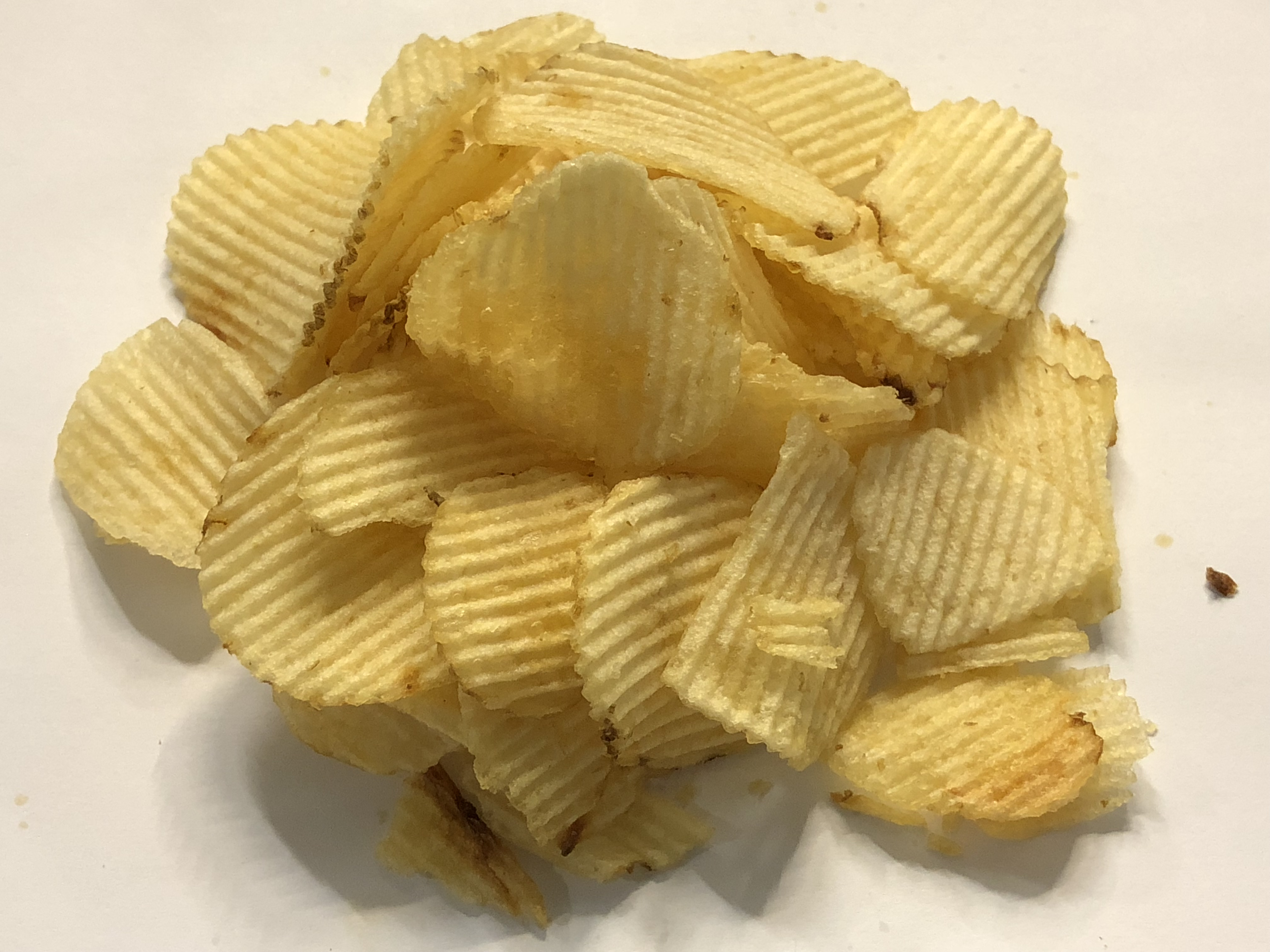
Vroubkované chipsy

V té době začal s prodejem bramborových lupínků i americký obchodník ze Severní Karolíny Herman Lay. Kolem roku 1938 začal s jejich masovou produkcí a jeho značka dodnes známá jako Lay's se stala v roce 1961 první národní značkou lupínků. I v roce 2022 výrazně dominovala trhu s bramborovými lupínky ve Spojených státech. Lay's přišla také s konceptem vroubkovaných lupínků a velmi úspěšnou reklamní kampaní s dnes již zlidovělým heslem, že když otevřete pytlík bramborových lupínků, nemůžete sníst jen jeden (originální slogan: “Betcha can’t eat just one.” / "Vsaďte se, že nedokážete sníst jen jeden.").
Výroba bramborových lupínků v USA výrazně vzrostla - ze 20,5 milionu kilo v roce 1936 na téměř 118 milionů v roce 1946. Spolu s tím vzrostla výrazně i poptávka po olejích na jejich smažení. V roce 1957 bylo podle statistik téměř 12 % úrody brambor v USA využito na výrobu bramborových lupínků. Jako tehdy užívané odrůdy brambor jsou zmiňované Russet Rural, Russet Burbank, Irish Cobbler, Kennebec nebo Ganus.

### Vynález uniformních lupínků

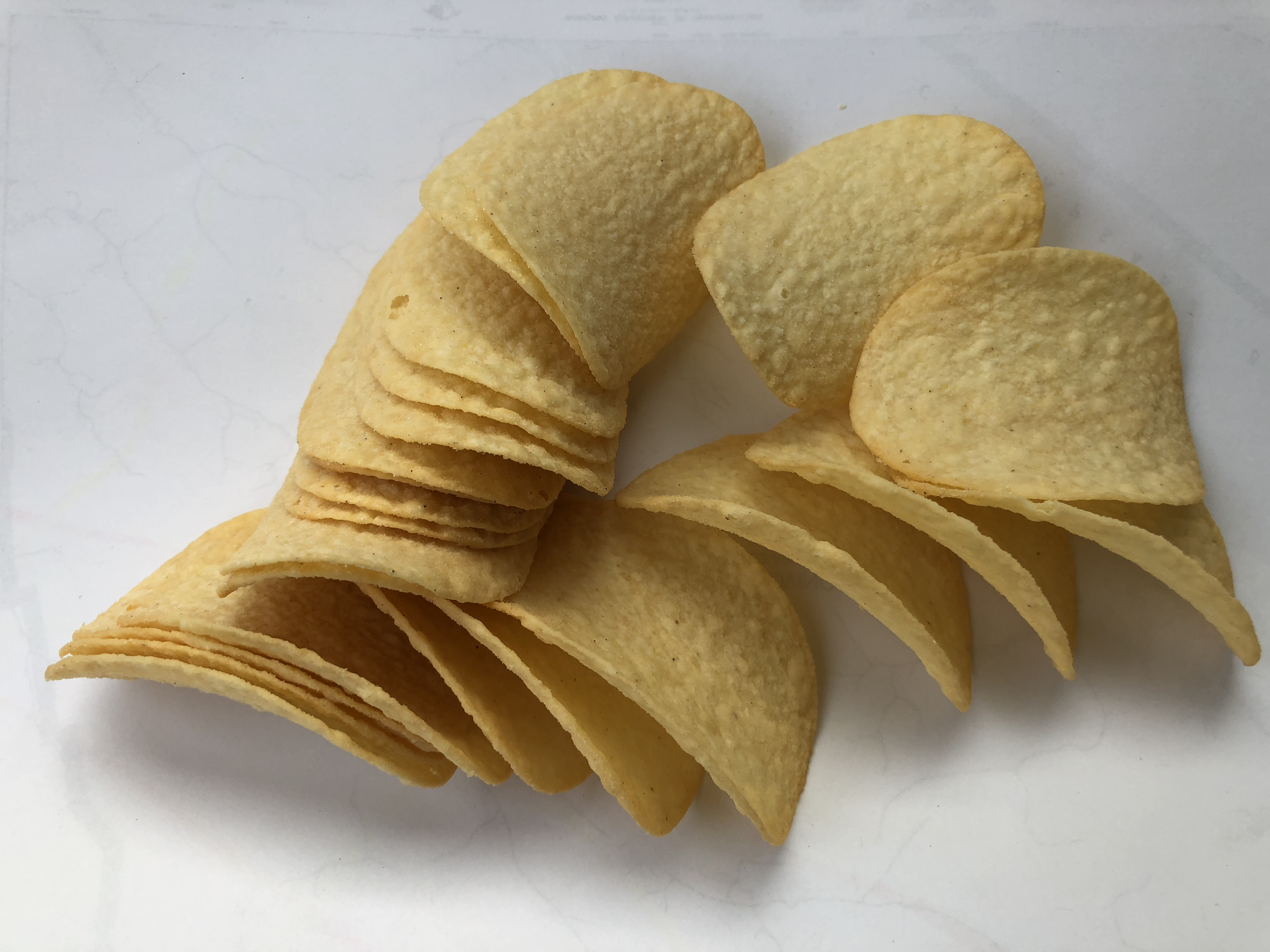
Bramborové lupínky značky Pringles.

V 60. letech pak společnost Procter and Gamble (P&G) přišla s vynálezem bramborových lupínků vyráběných z dehydratovaných složek tvarovaných do identických sedlovitých lupínků známých jako Pringles. (Ačkoli sama společnost si není původem jejich názvu jistá a uvádí ulici Pringle Drive v Cincinnati, kde bydleli dva její zaměstnanci, bývá název přisuzován i vynálezci Marku Pringlovi z města Amsterdam ve státě New York, který usiloval o vyvinutí stroje, který by brambůrky smažil rovnoměrně do podobného tvaru.) Cílem společnosti bylo vytvořit ideálně tvarované, stejně velké a barevné, a hlavně nelámavé lupínky, neboť právě jejich lámavost byla zdrojem mnoha stížností zákazníků. Proces trval celých 10 let. Stroj na výrobu Pringles nakonec dokončil původem litevský inženýr pracující ve firmě Aleksandrs Liepa, a slavnou uzavíratelnou tubu, která lupínky chránila a udržovala déle čerstvé, pak patentoval Frederick Baur.
Složení lupínků Pringles, které neobsahuje výhradně brambory, pak vedlo v roce 1975 ke sporu s americkou FDA (United States Food and Drug Administration, v češtině zvaný jako Úřad pro kontrolu potravin a léčiv) o to, zda by měl být produkt vůbec označován jako bramborové lupínky - na základě toho firma přešla z označení chips na crisps.

## Příchutě
Ochucené lupínky se dostaly na trh až v padesátých letech 20. století díky irské značce Tayto, kterou vlastnil Joe 'Spud' Murphy. Ten vylepšil technologii, která umožnila přidání ochucovadel během procesu výroby - jako první příchuť byl uvedený sýr s cibulí a později pak sůl s octem. Do té doby se bramborové lupínky prodávaly neochucené s pytlíčkem soli v balení, kterým si je zákazníci mohli posypat.
Revoluci ve výrobě různých příchutí přinesl až po 2. světové válce vynález plynové chromatografie (GC), která umožnila mnohem efektivnější a rychlejší identifikaci těkavých chemických látek zodpovědných za jednotlivé chutě potravin. Snaha vyvíjet stále nové příchutě bramborových lupínků pak odráží i výzkumy zákaznických preferencí zkoušet neustále něco nového.
Mezi nejpopulárnější příchutě patřily v roce 2020 ve Spojených státech lupínky slané, barbecue, zakysaná smetana s cibulí, sůl s octem, sýr a jalapeño. Evropskému trhu dominují více slané a paprikové, zatímco na britském trhu jsou více oblíbené sýrovo-cibulové a slané s octem. V ČR dominují slané lupínky, s odstupem pak paprikové a slaninové. V Japonsku jsou to kromě slaných i lupínky s příchutí mořské řasy (typicky nori).
Během druhé první poloviny 21. století se na trhu objevily i značně neobvyklé příchutě od slaných jako kuřecí, pečený camembert, pálivá nakládaná okurka, sriracha, bratwurst, boloňské špagety, paella, krevetový koktejl, lanýžový sýr s šumivým vínem nebo chilli s nakládanou cibulí, po sladké jako Vánoční pudink, pekanový koláč, malinové bellini, skořice s cukrem nebo slaný karamel. Na čínský trh byly uvedené bramborové lupínky s okurkovou příchutí, v Thajsku zase s příchutí olihně s chilli.

## Postup výroby
Základní technologie velkovýroby je stejná už od první poloviny 20. století.

### Skladování
Brambory jsou nejprve skladovány a temperovány. Příliš chladný sklad vede ke zvýšení obsahu jednoduchých cukrů na úkor škrobu, které způsobují hnědnutí při smažení. Vhodná teplota, která zároveň brání rychlému naklíčení, je asi 8°-10° Celsia.

### Příprava brambor
Po přesunutí na linku jsou brambory nejprve omyty, poté oloupány v mechanické loupačce. Následně jsou znovu omyté vodou a v rotačních řezačích nařezány na tenké plátky, jejichž sílu je možné měnit podle typu výsledného produktu. Hotové plátky jsou opět omyty studenou vodou, což umožňuje zbavení se drobných kousků a uvolněných granulí škrobu, které by se při smažení pálily. Poté jsou plátky osušeny proudem vzduchu. Teprve pak jsou 3-4 minuty smaženy, odkapány od přebytečného oleje, automatickým kamerovým systémem vyřazeny špatné zhnědlé kusy a nakonec ochuceny.

### Smažení a balení
Ke smažení se využívá olej řepkový, slunečnicový nebo palmový. V USA se ke smažení využíval na začátku 20. století hlavně bavlníkový olej a méně sádlo, později i kukuřičný a arašídový olej. Pokud je teplota oleje příliš nízká, brambory mají tendenci více ho vsáknout (což zvyšuje i spotřebu a náklady a výsledný produkt je senzoricky výrazně horší). Naopak, pokud je teplota příliš vysoká, lupínky se začnou pálit (hnědnout a zvyšuje se množství toxického akrylamidu v produktu). Smažící olej je třeba měnit v řádu dní, v USA ho výrobci bramborových lupínků na začátku 20. století dále prodávali na výrobu mýdla.
Technologie výroby chipsů a brambůrků je mírně odlišná a způsobuje i rozdíly v senzorických vlastnostech. Zatímco chipsy se nejprve blanšírují ve vodě a poté smaží ponořené v oleji, brambůrky se hned po nakrájení smaží plovoucí na hladině.
Aby bylo možné udržet lupínky čerstvé delší dobu, je třeba bránit přístupu kyslíku a vody kvůli oxidaci tuků a ztrátě křupavosti. Proto je výsledný produkt balený v ochranné atmosféře z dusíku.

Bramborové lupínky je možné vyrábět i doma na pánvi nebo v menším stánkovém prodeji, viz galerie níže.

Postup výroby domácích brambůrek
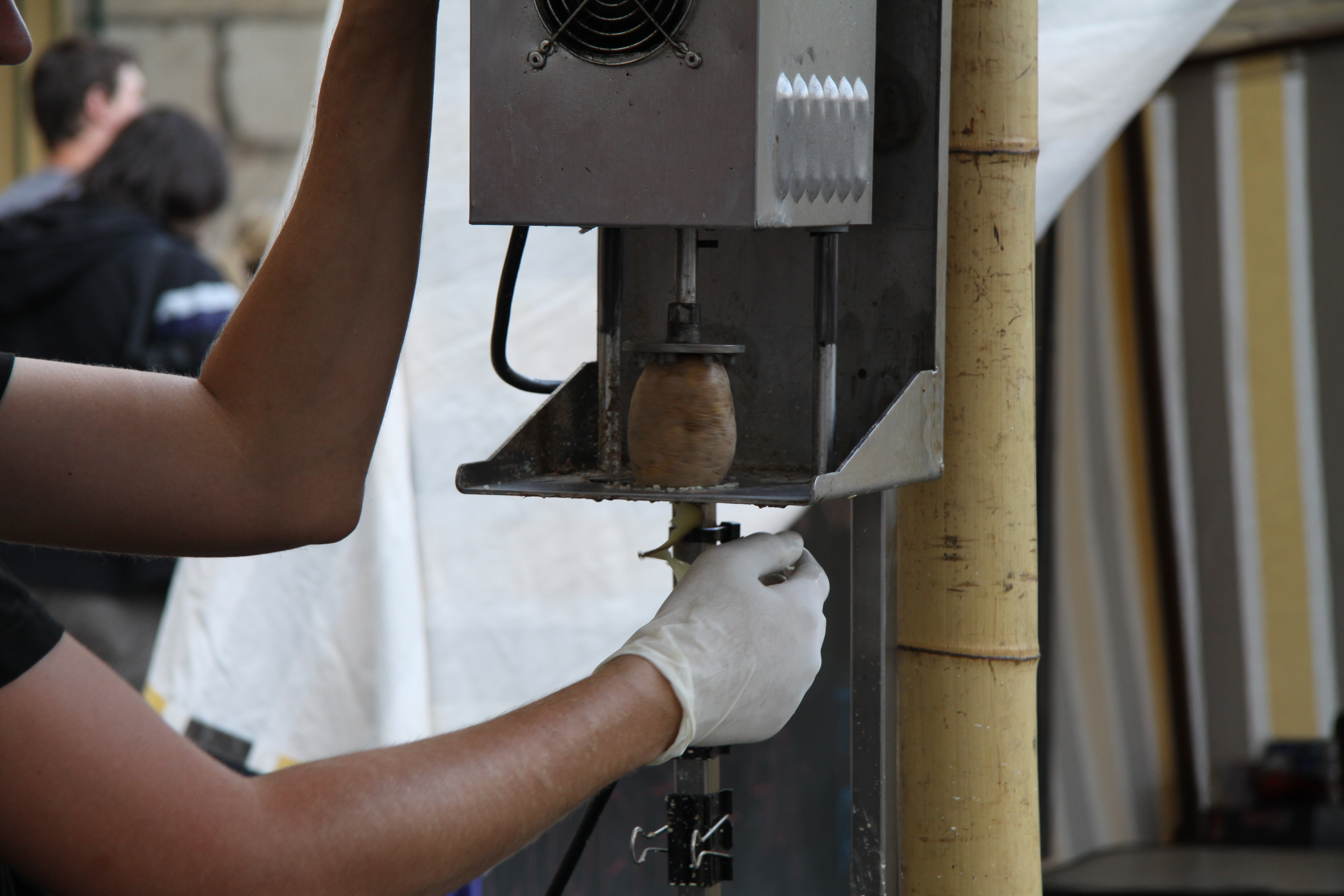
Brambora je vložena do otočného zařízení s nožem
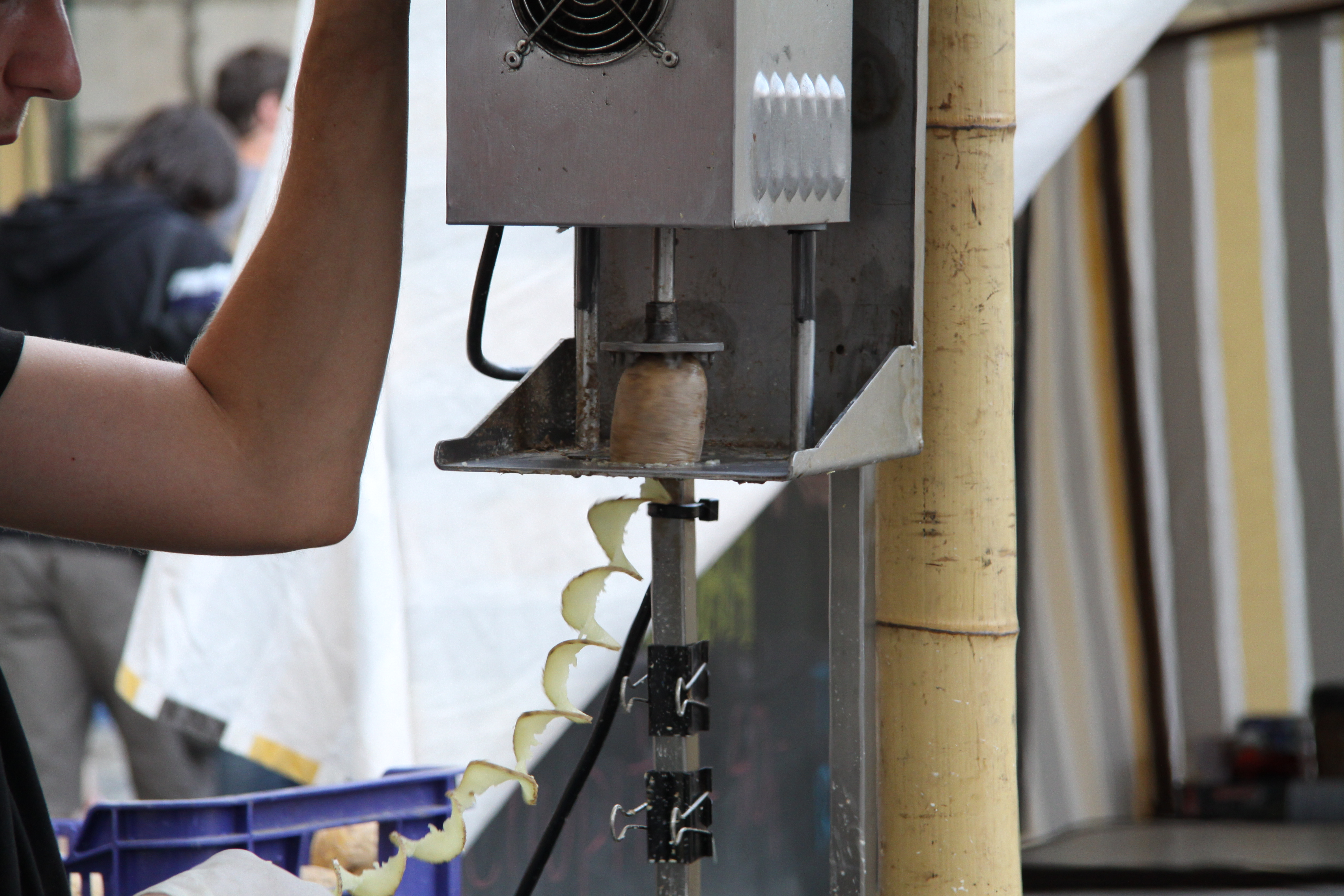
Během otáčení je porcována na úzký spojitý proužek
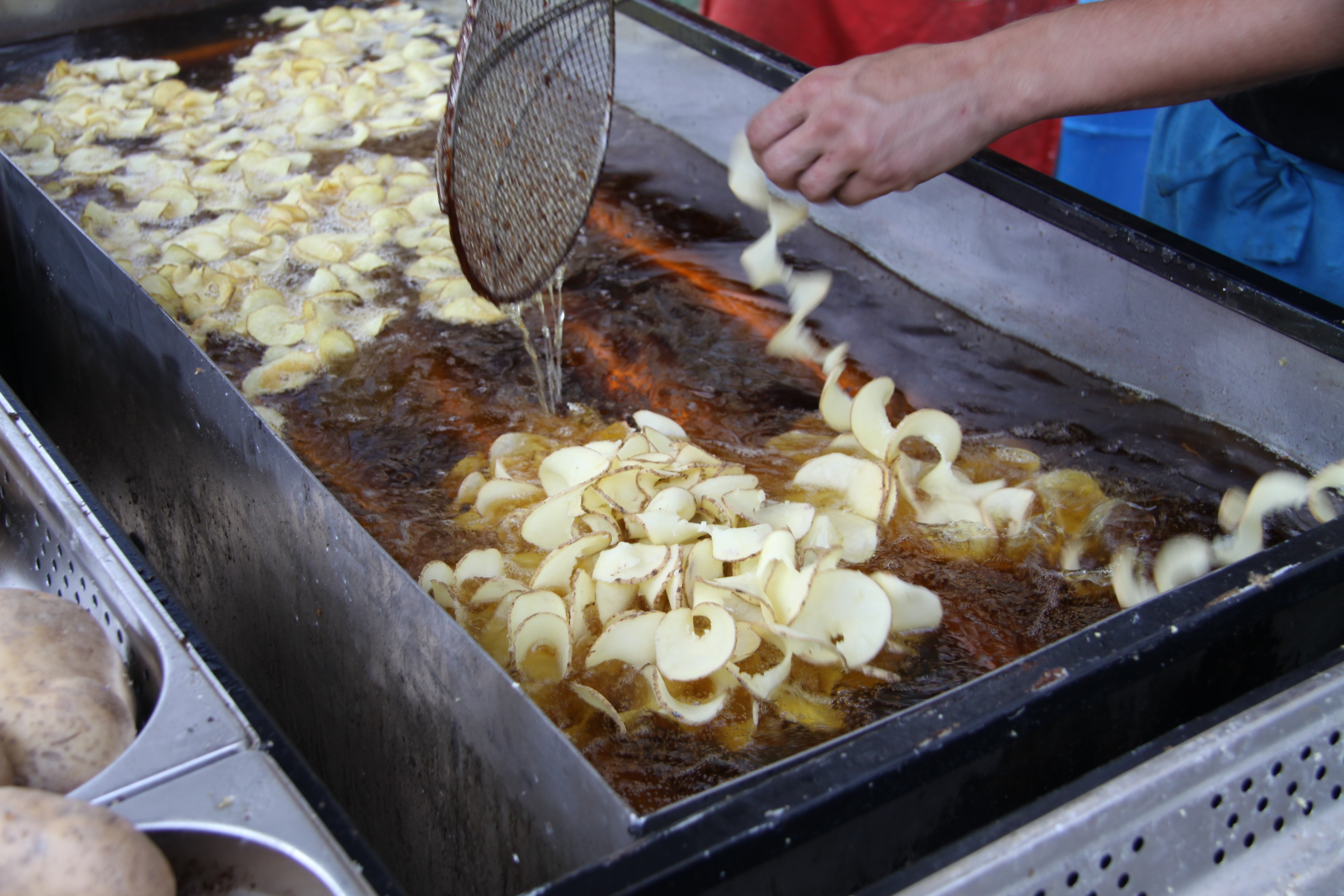
Plátky jsou vloženy do rozpáleného oleje
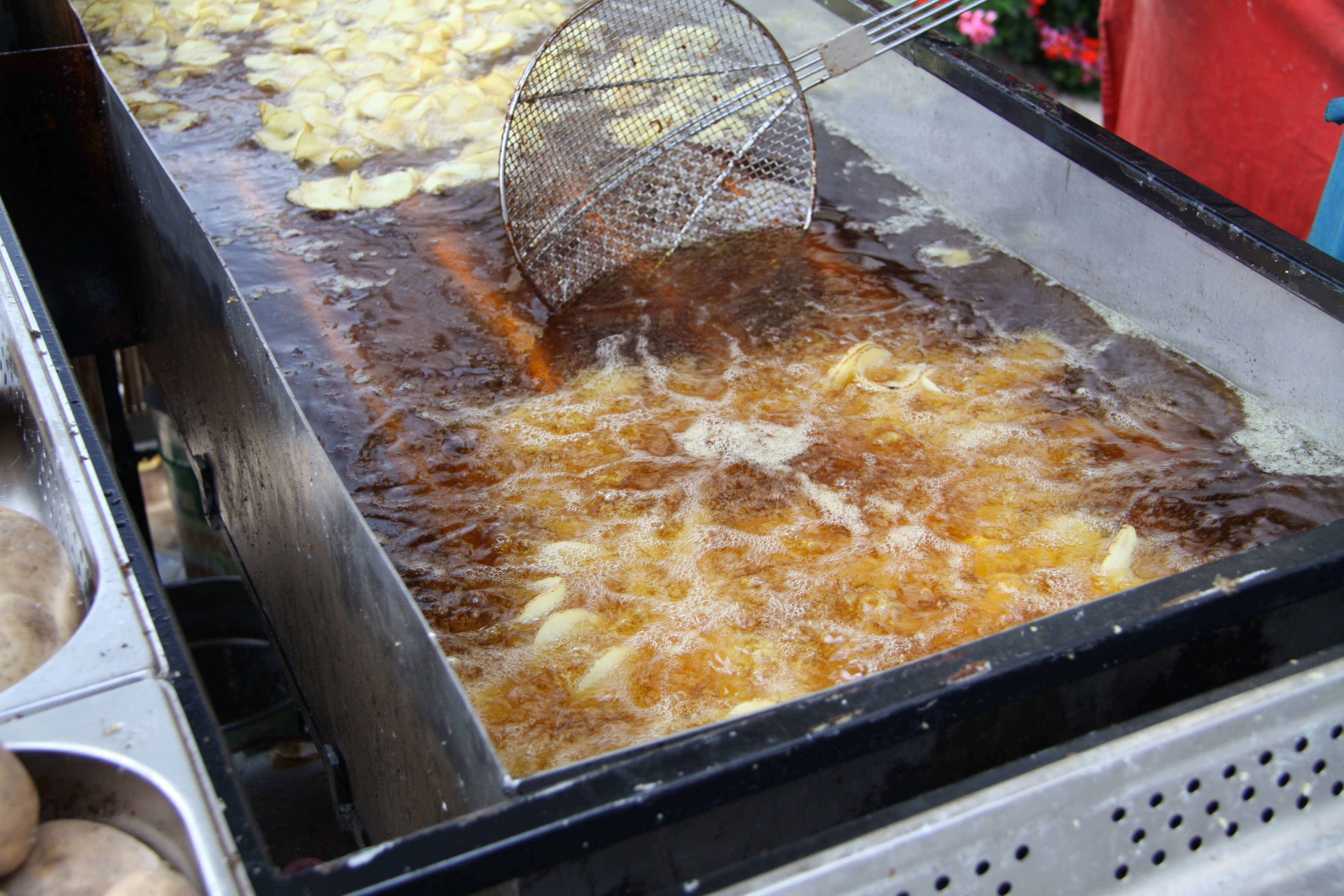
Několik minut probíhá fritování
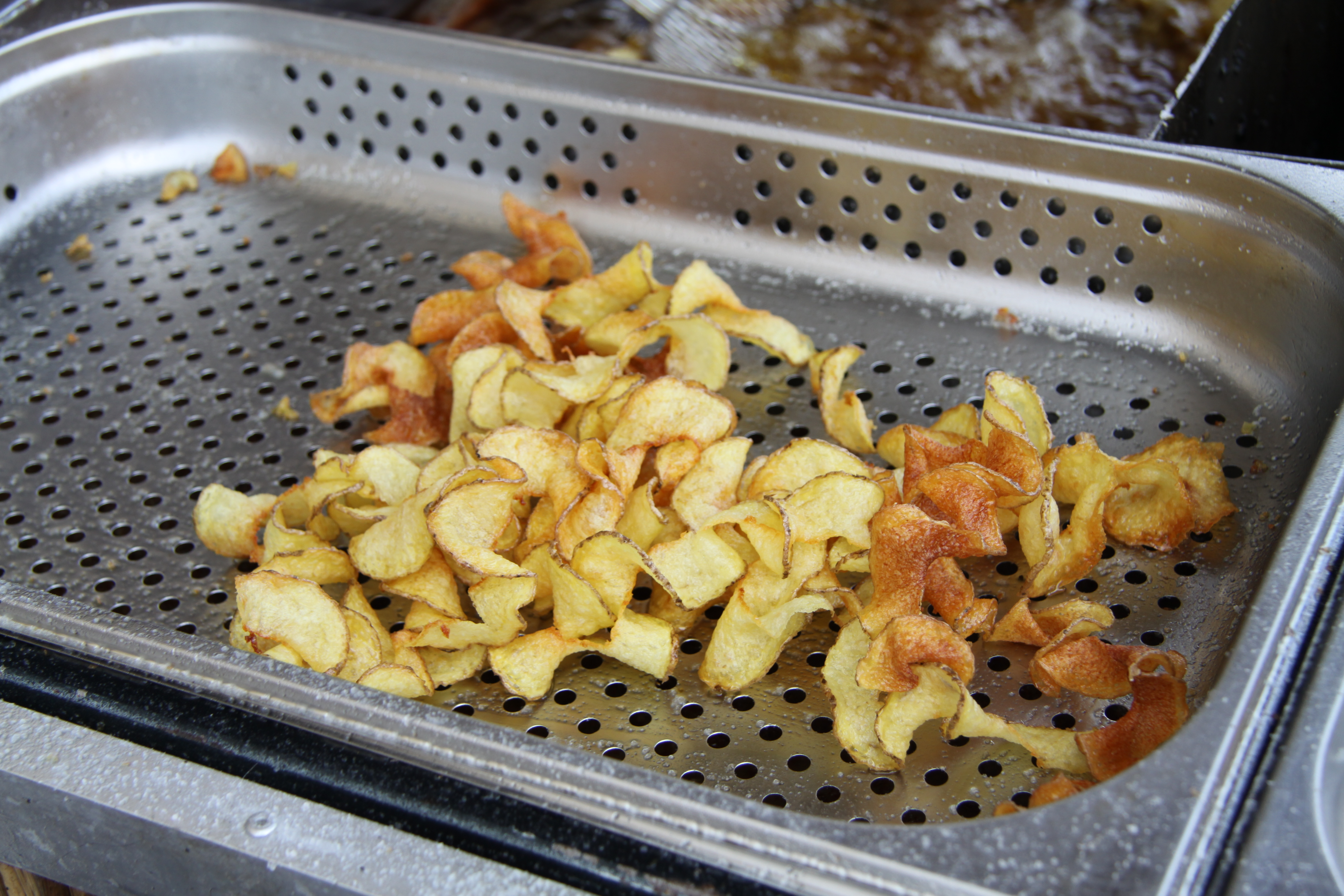
Výsledný produkt

### Výroba v ČR
Největším výrobcem v ČR a pro české spotřebitele i nejpopulárnějším je společnost Bohemia Chips, která vyrábí bramborové lupínky v Choustníku u Tábora už od roku 1982 s dalším výrobním závodem v Hradci Králové. V době vzniku značka fungovala ještě pod národním podnikem Zelenina, později ji odkoupila nadnárodní společnost Intersnack (s ředitelstvím v německém Düsseldorfu, vyrábí kromě značky Bohemia i pochutiny značek Canto, Pom-Bär a Chio). Své chipsy smaží na slunečnicovém oleji a využívají hlavně odrůdy Kiebitz a Lady Claire, souběžně zvládnou vyrábět až šest příchutí najednou.
Mezi další značky patří Strážnické brambůrky české firmy Petr Hobža sídlící v jihomoravské Strážnici. Jako první začal brambůrky vyrábět zakladatel firmy se ženou v bufetu u letního kina v roce 1988, postupně se výroba přesunula do jejich rodinného domu, kde vydržela až do roku 2012, než se přestěhovali do areálu průmyslové zóny s novou výrobní linkou. Brambůrky smaží na řepkovém oleji a firma vyráběla původně jen čtyři příchutě a nesolenou variantu, později se sortiment rozšířil na několik řad výrobků.
Ve Slavičíně u Zlína vyrábí brambůrky česká firma Krajči pod značkou Cyrilovy brambůrky. Oblíbená je jejich hořčicová příchuť a brambůrky také nebalí do ochranné atmosféry. Jejich výroba začala v garáži v roce 1995 v Podhradí u Luhačovic, později se firma přestěhovala do areálu bývalé zbrojovky v Divnicích u Slavičína a vyváží své výrobky i do zahraničí.
Značku Originální hospodské brambůrky pak vyrábí od roku 1992 česká rodinná firma z Teplic na severu Čech založená Janem Zykmundem. Brambůrky smaží na řepkovém oleji, postupně vytvořili několik různých řad výrobků a příchutí a vyváží i do zahraničí.

## Vliv na zdraví
Smažené bramborové lupínky jsou nezdravá strava, vedoucí ke špatné životosprávě, vysokému krevnímu tlaku a obezitě a tím i zvýšenému riziku infarktu a rakoviny. Jsou návykové, obsahují 30-35 % tuku a vysoké množství soli (2 g na 100 g výrobku, doporučená denní dávka soli je přitom 5 g).
Ve výrobku se také vlivem smažení škrobu vyskytuje zdraví škodlivá chemická látka akrylamid, která má neurotoxické a potenciálně karcinogenní účinky. Vzniká v rámci tzv. Maillardovy reakce cukrů s dusíkatými sloučeninami, která způsobuje vznik hnědých pigmentů. Bramborové lupínky přitom obsahují akrylamidu nejvíce z různých druhů slaných pochutin, celkově i více než hranolky. Jeho množství se přitom výrazně liší jak mezi jednotlivými značkami výrobků, mezi výrobky jedné značky určené pro různé země evropského trhu (u v ČR prodávaných chipsů značky Lay's bylo zjištěno téměř dvakrát větší množství akrylamidu než u německých a švédských balení) tak i u různých typů výrobků jedné značky (například téměř dvojnásobné rozdíly v obsahu akrylamidu u výrobků Bohemia). Nižší obsah akrylamidu je obecně u těch bramborových lupínků, které jsou usmažené do zlatova a nikoli do hněda.

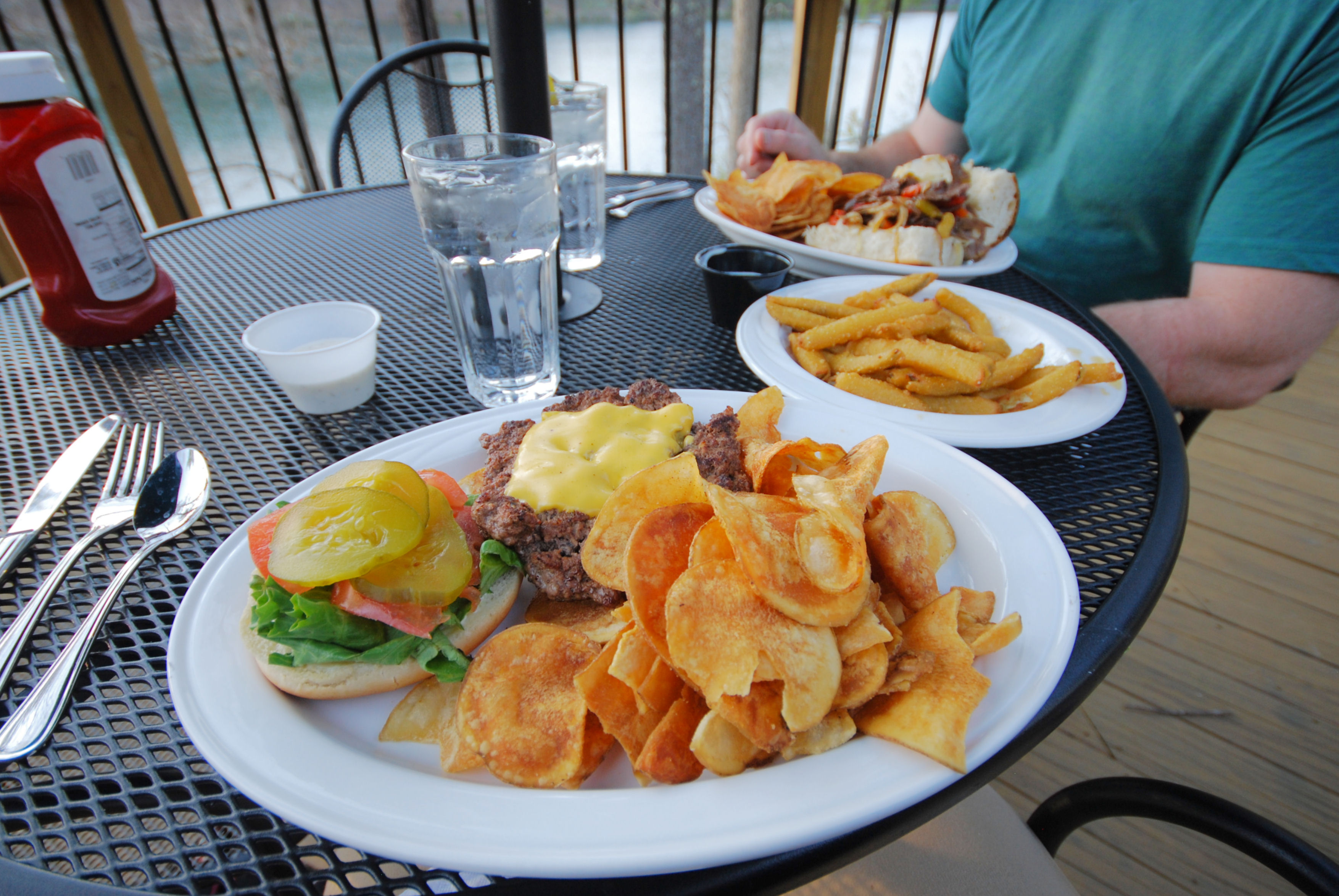
Burger s chipsy podávaný ve Virginii.

Vědci z Technické univerzity v Mnichově také prokázali přítomnost rakovinotvorné látky – glycidamidu – ve smažených hranolcích a chipsech. Glycidamid je látka, jež vzniká při zahřívání produktů z brambor a je daleko nebezpečnější než v hranolcích před několika lety objevený akrylamid. Glycidamid je ve výrobcích ve velmi malém množství, od 0,3 do 1,5 mikrogramu na kilogram v deseti vzorcích bramborových lupínků a ve třech druzích hranolků.
Spotřeba bramborových lupínků přitom v ČR po roce 2000 rostla - jen v roce 2017 nakoupili Češi bramborové lupínky za 2 miliardy korun. Průměrná spotřeba byla pak v roce 2020 podle ČTK asi 1 kg brambůrků na jednoho Čecha za rok. V evropském srovnání je to spotřeba průměrná. V USA je průměrná spotřeba dokonce 2,7 kilogramu na osobu. Chipsy a brambůrky jsou ale v USA tradičně využívány i jako příloha k jídlům, zatímco v ČR jako pochutina.